# Wilhelm Wagenbach
Wilhelm Wagenbach (* 17. September 1876 in Alten-Buseck; † 2. März 1945 in Bad Salzhausen) war ein deutscher Hochschullehrer für Maschinenbau.

## Leben
Wagenbach wurde 1876 in Alten-Buseck im Landkreis Gießen geboren. Von 1894 bis 1897 studierte er Maschinenbau an der TH Darmstadt. Nach dem Studium ging er am 1. November 1897 als Assistent für Maschinenelemente und Wasserkraftmaschinen an die TH Berlin. Im Juni 1899 schloss er dort sein Studium mit dem Diplomingenieur ab. Zum 1. Oktober 1900 wechselte er als Turbinenkonstrukteur zum Eisenwerk Carlshütte in Delligsen. Ein Jahr später kehrte er als Konstruktionsingenieur an die TH Berlin-Charlottenburg zurück. Dort habilitierte er sich und wurde am 15. Juli 1909 Privatdozent. Am 25. Juli 1910 wurde er als ordentlicher Professor für Wasserkraftmaschinen und Maschinenelemente an die TH Breslau berufen.
Mit Beginn des Wintersemesters 1921/22 wechselte Wagenbach als ordentlicher Professor für Wasserkraftmaschinen und Hydraulik an die TH Darmstadt. Er trat damit die Nachfolge von Ernst Braun (1878–1962) an, der seit 1913 an der TH Darmstadt als Nachfolger von Adolf Pfarr (1851–1912) gewirkt hatte und zum Sommersemester 1921 an die TH Stuttgart gewechselt war. 
Wagenbach konzentrierte sich in seinen Arbeiten v. a. auf die Turbinenmesstechnik und die Entwicklung von Pelton-Turbinen. Seine Forschungen konnte Wagenbach in dem Maschinenbaulaboratorium V betreiben, das in einem Seitentrakt (34 m × 10 m) des von Georg Wickop von 1901 bis 1904 erbauten Maschinenhauses untergebracht war. Dieses Maschinenbaulaboratorium für Wasserkraftmaschinen wurde 1905 von Adolf Pfarr eingerichtet und war lange Zeit Vorbild für ähnliche Laboratorien, die an anderen Technischen Hochschulen gebaut wurden.
Von 1926 bis 1928 war Wagenbach Dekan der Abteilung Maschinenbau, Papier- und Gasingenieurwesen, Flugtechnik und -meteorologie.
Zum Ende des Sommersemesters 1941 wurde Wilhelm Wagenbach emeritiert. Da es keinen Nachfolger gab, vertrat er kommissarisch seine Professur bis zum 30. September 1944. Aufgrund der erheblichen Zerstörung einer Vielzahl von TH-Gebäuden infolge eines Bombenangriffs in der Nacht vom 11. auf den 12. September 1944  war der Hochschulbetrieb am bisherigen Standort zum Erliegen gekommen. Wagenbach zog sich in das Umland zurück. 
Wilhelm Wagenbach starb Anfang März 1945 in Bad Salzhausen im Wetteraukreis. Er war seit August 1901 mit Anna Dietz verheiratet.

## Ehrungen
- 1935: Dr.-Ing. eh der TH Breslau.

## Veröffentlichungen
- 1905: Neuer Turbinenanlagen. Auf Veranlassung von Ernst Reichel und unter Benutzung seines Berichtes „Der Turbinenbau auf der Weltausstellung in Paris 1900“, Berlin.
- 1933: Die Nutzung der Wasserkräfte, Darmstadt.
- 1936: Maschinenbaulaboratorium V – Versuchsanstalt für Hydraulische Kraft- und Arbeitsmaschinen, in: Wilhelm Schlink (Hrsg.): Hundert Jahre Technische Hochschule Darmstadt, Darmstadt.